# Valerianella ovczinnikovii
Valerianella ovczinnikovii är en kaprifolväxtart som beskrevs av B.A. Sharipova. Valerianella ovczinnikovii ingår i släktet klynnen, och familjen kaprifolväxter. Inga underarter finns listade i Catalogue of Life.